# Laureano Saravia
Laureano Saravia (San Salvador de Jujuy, 4 de julio de 1836 - Santa Catalina (Jujuy), 22 de noviembre de 1918) fue un militar argentino que participó como caudillo en las últimas guerras civiles argentinas, liderando un alzamiento indígena en la Puna jujeña a fines de 1874 y principios de 1875

## Biografía
Hijo del coronel José Mariano Saravia, ayudó a su padre en la administración de algunas haciendas en la región de la Puna, y fue oficial de milicias en los departamentos de esa zona desde la década de 1850. El 21 de noviembre de 1868 fue nombrado comandante de armas de los departamentos de la Puna, con el grado de teniente coronel.
Colaboró en la campaña contra la invasión de Felipe Varela sobre la puna salteña, y por ello fue ascendido al grado de coronel después de la Batalla de Pastos Grandes, en que no participó.
Apoyó los reclamos de los indígenas de la Puna a favor de su propiedad sobre los terrenos provinciales en esa zona. En medio de la inestabilidad de la provincia, que duraba desde 1870, fue reemplazado por el coronel Uriburu, más para favorecer los planes políticos del partido del gobierno nacional que por razones militares. Pero éste se mostró inflexible con los indios, lo que provocó un descontento general.
El gobernador Teófilo Sánchez de Bustamante ofreció una solución, que incluía la entrega de títulos de propiedad a cambio del pago de cánones por parte de los indios. Pero el precio era muy alto, y los indios se vieron amenazados de ser expulsados de sus tierras. En cuestión de semanas organizaron una revuelta y ocuparon varios pueblos, entre ellos Casabindo, Cochinoca, Rinconada, Santa Catalina y otros. A su frente se puso el coronel Saravia, que les dio armas y los organizó militarmente.
El nuevo gobernador, José María Álvarez Prado, envió en su contra una expedición, que fue derrotada apenas pisó la Puna. Entonces pidió ayuda al gobierno salteño y avanzó hacia el norte; sin esperar la ayuda salteña atacó Cochinoca en diciembre de 1874, pero fue nuevamente derrotado, esta vez por el propio coronel Saravia, en la Batalla de Abra de la Cruz el 3 de diciembre. Al llegar los refuerzos salteños a principios de enero del año siguiente al mando del ministro de gobierno Segundo Linares, Álvarez Prado volvió a atacar con 700 hombres y destrozó en la Batalla de Quera al pequeño ejército puneño que contaba con 800 combatientes, de los cuales sólo trescientos disponían de armas de fuego. Saravia logró huir hacia Bolivia, pero los jefes indígenas fueron masacrados; en total murieron alrededor de 240 indígenas.
Las tierras en conflicto en las localidades de Casabindo y Cochinoca fueron declaradas de propiedad provincial dos años más tarde, por un fallo de la Corte Suprema de Justicia. Los indígenas pasaban a ser arrendatarios permanentes del Estado provincial, que no tenía derecho a expulsarlos.
Regresó hacia 1878 a Jujuy, y apoyó al gobernador Martín Torino en los golpes del 12 de mayo y de septiembre de 1879. Derrocado el gobernador, comandó las guerrillas de sus partidarios en la Puna y realizando peligrosos avances hacia la Quebrada de Humahuaca hasta someterse finalmente a la intervención nacional encabezada por Vicente Saravia, que era su tío.
Durante los últimos años, después del segundo gobierno de Álvarez Prado, se incorporó al Partido Autonomista Nacional y fue durante mucho tiempo jefe político, comisario o intendente de Santa Catalina, que incluye el punto más septentrional de la Argentina. Allí tenía dos casas de comercio que en 1887 tenían un giro de $ 25 000 m/n. Falleció en ese departamento el 22 de noviembre de 1918.